# Point of No Return (canção)
"Point of No Return" é um single lançado pelo grupo de freestyle Exposé em 1984. Escrito e produzido por Lewis A. Martineé, o single foi originalmente lançado em 1984 com Alejandra Lorenzo (Alé) como vocalista principal, quando o grupo ainda se chamava X-Posed. Em 1985, o grupo mudou o nome para Exposé e relançou o single pela Arista Records, e alcançou o primeiro lugar das canções de música dance mais tocadas. O single foi regravado em 1987 com Jeanette Jurado como vocalista principal e essa versão foi incluida no álbum de estreia do grupo, Exposure. A versão regravada alcançou a posição #5 na Billboard Hot 100 em 1987.

## Faixas
Estados Unidos 12" Single - Edição de 1984
| N.º | Título               | Duração |  |
| 1.  | "Point of No Return" | 6:55    |  |
| 2.  | "Dub of No Return"   | 8:00    |  |

Estados Unidos 12" Single - Edição de 1985
| N.º | Título               | Duração |  |
| 1.  | "Point of No Return" | 5:40    |  |
| 2.  | "Dub of No Return"   | 6:40    |  |

Estados Unidos 7" Single - Edição de 1987
| N.º | Título               | Duração |  |
| 1.  | "Point of No Return" | 3:26    |  |
| 2.  | "Extra Extra"        | 3:44    |  |

Estados Unidos 12" Single - Edição de 1987
| N.º | Título                               | Duração |  |
| 1.  | "Point of No Return" (Extended Mix)  | 9:38    |  |
| 2.  | "Point of No Return" (Crossover Mix) | 5:45    |  |
| 3.  | "Dub of No Return" (Strikes Again)   | 6:30    |  |

## Posições nas paradas musicais
| Parada musical (1985)                               | Melhor posição |
| --------------------------------------------------- | -------------- |
| Estados Unidos (Hot Dance Music/Club Play)          | 1              |
| Estados Unidos (Hot Dance Music/Maxi-Singles Sales) | 19             |
| Parada musical (1987)                               | Melhor posição |
| Canadá (RPM Top 100 Singles)                        | 22             |
| Estados Unidos (Billboard Hot 100)                  | 5              |
| Estados Unidos (Hot Dance Music/Maxi-Singles Sales) | 40             |
| Reino Unido (UK Singles Chart)                      | 83             |

| Parada de fim de ano (1987)        | Melhor posição |
| ---------------------------------- | -------------- |
| Estados Unidos (Billboard Hot 100) | 80             |

## Covers
- Em 1997, o grupo MerenBooty Girls lançou sua versão no álbum X-Tra Hot.